# Хасан-паша Предојевић
Хасан Предојевић (око 1530 – 22. јун 1593), познат и као Тели Хасан-паша (тур. Telli Hasan Paşa)[a], био је пети османски беглербег (вали) Босанског пашалука и османски војсковођа босанског порекла, који је предводио нападе на хабзбуршку Краљевину Хрватску током османског освајања Балканског полуострва.

## Младост
Хасан-паша Предојевић рођен је као Никола Предојевић у српској породици Предојевић, из Источне Херцеговине. Према писању историчара Мувекит Хаџихусеиновића, Никола је рођен у месту Лушци Паланка, у региону Босанске Крајине. Међутим, судећи по његовом надимку  Херцегли, он је био из Херцеговине. Сматра се да је његово родно место Бијела Рудина, у општини Билећа.
Један отомански султан написао је у својој књизи да је затражио од племићке породице из Херцеговине, зване Предојевићи, да му се пошаље тридесеторо српске деце, укључујући и Предојевићевог јединог сина Јована и нећака Николу како би служили отоманском царству. Овај данак у крви Предојевић је тешко поднео. Веома млад Никола одведен је у Константинопољ као аџеми оглана (страно дете) где је на султановом двору преображен у ислам, добијајући име Хасан, што на турском значи лепи. Убрзо је напредовао у главног соколара и команданта сокола у Палати Топкапи (турски çakircibaşa).
По именовању за беглербега Босне, Тели Хасан-паша обновио је манастир Рмањ у којем је живео његов брат Гаврило Предојевић монах, православне цркве. Он је такође подигао и џамију у месту Поље, Грабовица, у општини Билећа.

## Служба у Отоманском царству

### Санџакбег Сегедина
Током владавине султана Мурата III, који је владао Османским царством од 1574 до 1595, Хасан-паша је постао санџакбег сегединског санџака. Ту дужност је обављао до јуна 1591. године.

### Беглербег Босне
Након службе у Сегедину, Хасан-паша је 1591. године именован за беглербега Босанског ејалата. Ратоборан и динамичан војсковођа ојачао је војску пашалука опремивши је бољом коњицом. Убрзо по ступању на дужности саградио је мост код Градишке како би побољшао упадице и нападе у Славонији.
У аугусту 1591. године, без претходног проглашења рата, Хасан-паша напада Банску Хрватску и долази до Сиска, али након четири дана борбе наилази на снажан отпор. Тома Бакач-Ердеди, хрватски бан, покреће контранапад и заузима већи део Мославинског региона. Исте године, Хасан-паша предводи нове походе и заузима град Рипач надомак реке Уне. Ови напади су присилили хрватског бана да, крајем 1592. године, организује устанке за одбрану земље. Ови напади Хасан-паше из Босанског пашалука били су супротно интересима и политичким циљевима централне отоманске администрације у Константинопољу, и пре су представљали амбицију босанских спахија за освајање и организовано пљачкање, често користећи за аргуменат заустављање ускока из пограничних делова Хабсбуршке монархије. Хасан-пашина војска, коју су чинили око 20.000 јаничара наставила је нападе у региону, освајајући важан стратешки град Сењ и његову луку узастопно убијајући ускоке. Због свега овога цар Светог римског царства шаље свог амбасадора у Константинопољ молећи да се Хасан-паша смени са положаја или ће бити приморан да прекине постојећи мировни споразуме између два царства. Делегату је кратко саопштено да ово питање потпада под одлуком великог везира и Дервиш-паше, миљеника султана. Чувши ово, Хасан-паша се осећао охрабрено да настави своје походе и убрзо је кренуо у освајање Бихаћа, који је пао 19. јуна 1592. након осам дана борбе, заједно са још неколико околних тврђава. Историјски записи показују да је у одбрани града погинуло скоро 2.000 људи, а да су Османлије узеле 800 деце као данак у крви и одвели их на преображење у ислам и на обуку за јаничаре. По освајању ових поседа, Хасан паша је подигао два утврђења. Једно је дао на управљање Рустем-паши, вођи војске великог везира Ферхад-паше. У току двогодишњих напада османски војници из Босанског пашалука предвођени Хасан-пашом, спалили су 26 хрватских градова и ухватили око 35.000 ратних заробљеника. Истовремено Предојевић је Бихаћки регион насељавао православним Србима. Он се у потпуности ослањао на Влахе регрутујући их у своје војне снаге. Према службеним забелешкама, Власи су по Хасановој наредби након пада Бихаћа 1593. године, населили подручја око Брековица, Рипача и Острвице. Православни Власи из Источне Херцеговине и неки аристократи и тимара из редова турских и босанских Муслимана,[b] насељавали су централне делове региона око реке Уне, чинивши значајно становништво у овом региону.
На почетку борби Хасан-паша наилазио је на мање отпоре и нападе ускока. Његове оружане снаге врло брзо су освојиле и заузеле Сењ и готово истребили све локалне ускоке. За овај успех, паша је, од стране султана, добио одликовање и титулу "везир"а. Паша је наредних година наставио походе по хрватској. Његових двадесет хиљада добро опремљених војника кренуло је у трећи напад на Сисак у битки надомак града, у којој се верује да је Хасан-паша погинуо. У овој борби хришћанске снаге убиле су и Хасановог брата Џафер-бега, управника Санџака Пакрац, Мехмед пашу, султановог нећака у управника херцеговачког санџака и Опарди-бега, управника Клишког санџак, као и многе друге паше, бегове и аге које су пратиле Хасана у напад.. Према записима Мустафа Наима, Хасан-паша је живот изгубио након што је са једног од мостова пао у реку Након што се утопио, његов огртач однет је у Љубљану као трофеј где је преправљен у свештенички капут који је носио бискуп током служење мисе захвалности.

## Заоставштина
Султан Мурат III допустио је да се на месту погинућа Николе сагради црква којој је доделио и метохију. Сафвет-бег Башагић хвалио га као заслужног генерала и државника, као и великог и неустрашивог хероја.